# My Oh My (песня Aqua)
«My Oh My» ― песня датско-норвежской танцевальной поп-группы Aqua. Она была выпущена в качестве третьего сингла с их дебютного альбома Aquarium (1997) и первоначально была выпущена в феврале 1997 года, а затем была переиздана в августе 1998 года. Это был четвёртый релиз альбома в Великобритании, где он достиг шестого места, став самым низкооплачиваемым синглом группы.

## Критика
Британская газета Birmingham Evening Mail отметила, что группа «впала в дерзкое настроение» в сопровождающем песню музыкальном видео. Издание Can't Stop the Pop сочли её такой же «блестяще абсурдной, как и всегда, похвалив припев как потрясающе запоминающийся, где топот копыт является частью ритма – подкрепленный оттенком меланхолии». Алекс Янг из Consequence of Sound неоднозначно воспринял песню, написав:Звук скачущей лошади в начале действительно пробуждает в человеке внутреннего наездника, но лирике Дифа не хватало .
Сара Дэвис из Dotmusic назвала песню ещё «одним мультяшным поворотом в сторону европопа с захватывающим припевом». Она добавила, что клип на эту песню «запоминающийся». Рецензент из журнала People оценил неожиданные штрихи, такие как классический клавесин. Также «Pop Rescue» отметил, что «звук копыт [которые] скачут галопом вместе со звуком клавесина продолжает формировать ритм этой танцевальной сказочной песни». Они добавили, что «конечный результат ― довольно запоминающийся маленький танцевальный номер в стиле барокко».

## Клип
В сопровождающем сингл музыкальном клипе четыре участника группы были показаны на пиратском корабле, где Лене была захвачена другими участниками (играющими в пиратов), прежде чем поменяться ролями и захватить власть. Затем они отправляются на поиски сокровищ. Видео было одним из пяти видеороликов Aqua, снятых режиссёром Педером Педерсеном. Потребовалось более двух недель, чтобы создать декорации для видео, которые состояли из тропического острова и пиратского корабля в натуральную величину, окруженного водой.

## Трек-лист
1. "My Oh My" (Radio edit) – 3:22
2. "My Oh My" (Extended version) – 5:03
3. "My Oh My" (Disco '70s Mix) – 3:23
4. "My Oh My" (Spike, Clyde'n'Eightball Club Mix) – 5:02
5. "My Oh My" (H2O Club Mix) – 7:32
6. "Original Spinet Theme"* – 0:59
7. "My Oh My" – 3:16

* A short instrumental version of the track, from the early development stages of "My Oh My"'s production.

### Denmark
1. "My Oh My" (Radio edit) – 3:22
2. "My Oh My" (Extended version) – 5:03
3. "My Oh My" (Disco '70s Mix) – 3:23
4. "My Oh My" (Spike, Clyde'N'Eightball Club Mix) – 5:02
5. "My Oh My" (H²O Club Remix) – 7:32
6. "Original Spinet Theme" – 0:59

### UK vinyl
Side A:
1. "My Oh My" (Spike, Clyde'N'Eightball Club Mix)
2. "My Oh My" (Extended version)

Side B:
1. "My Oh My" (H2O Club Remix)
2. "My Oh My" (Disco '70s Mix)

### Australia (1998)
1. "My Oh My" (Radio edit) – 3:22
2. "My Oh My" (Extended version) – 5:03
3. "My Oh My" (Disco '70s Mix) – 3:23
4. "My Oh My" (Spike, Clyde'N'Eightball Club Mix) – 5:02
5. "My Oh My" (H2O Club Remix) – 7:32

### Italy vinyl (1998)
Side A:
1. "My Oh My" (Radio) – 3:22
2. "My Oh My" (Extended) – 5:03
3. "My Oh My" (Disco '70s) – 3:23

Side B:
1. "My Oh My" (Spike, Clyde'N'Eightball) – 5:02
2. "My Oh My" (H2O) – 7:32
3. "My Oh My" (Original) – 0:59

## Чарты
| Чарт(1997–1998)                    | Высшая позиция |
| ---------------------------------- | -------------- |
| Австрия (Ö3 Austria Top 40)        | 15             |
| Бельгия/Фландрия (Ultratop 50)     | 14             |
| Бельгия/Валлония (Ultratop 50)     | 3              |
| Denmark (IFPI)                     | 2              |
| Europe (Eurochart Hot 100)         | 6              |
| Europe (MTV European Top 20)       | 4              |
| Франция (SNEP)                     | 4              |
| Германия (GfK)                     | 12             |
| Iceland (Íslenski Listinn Topp 40) | 7              |
| Ireland (IRMA)                     | 30             |
| Italy (Musica e dischi)            | 6              |
| Нидерланды (Dutch Top 40)          | 12             |
| Нидерланды (Single Top 100)        | 17             |
| Новая Зеландия (Recorded Music NZ) | 17             |
| Норвегия (VG-lista)                | 20             |
| Scotland (OCC)                     | 2              |
| Spain (AFYVE)                      | 6              |
| Швеция (Sverigetopplistan)         | 4              |
| Швейцария (Schweizer Hitparade)    | 19             |
| UK Singles (OCC)                   | 6              |

| Чарт(1998)                       | Позиция |
| -------------------------------- | ------- |
| Belgium (Ultratop 50 Wallonia)   | 34      |
| France (SNEP)                    | 28      |
| Germany (Official German Charts) | 92      |

| Регион                                                       | Сертификация | Продажи |
| ------------------------------------------------------------ | ------------ | ------- |
| Бельгия (BEA)                                                | Золотой      | 25 000* |
| * Данные о продажах приведены только на основе сертификации. |              |         |